# Tres Creus de Vílnius

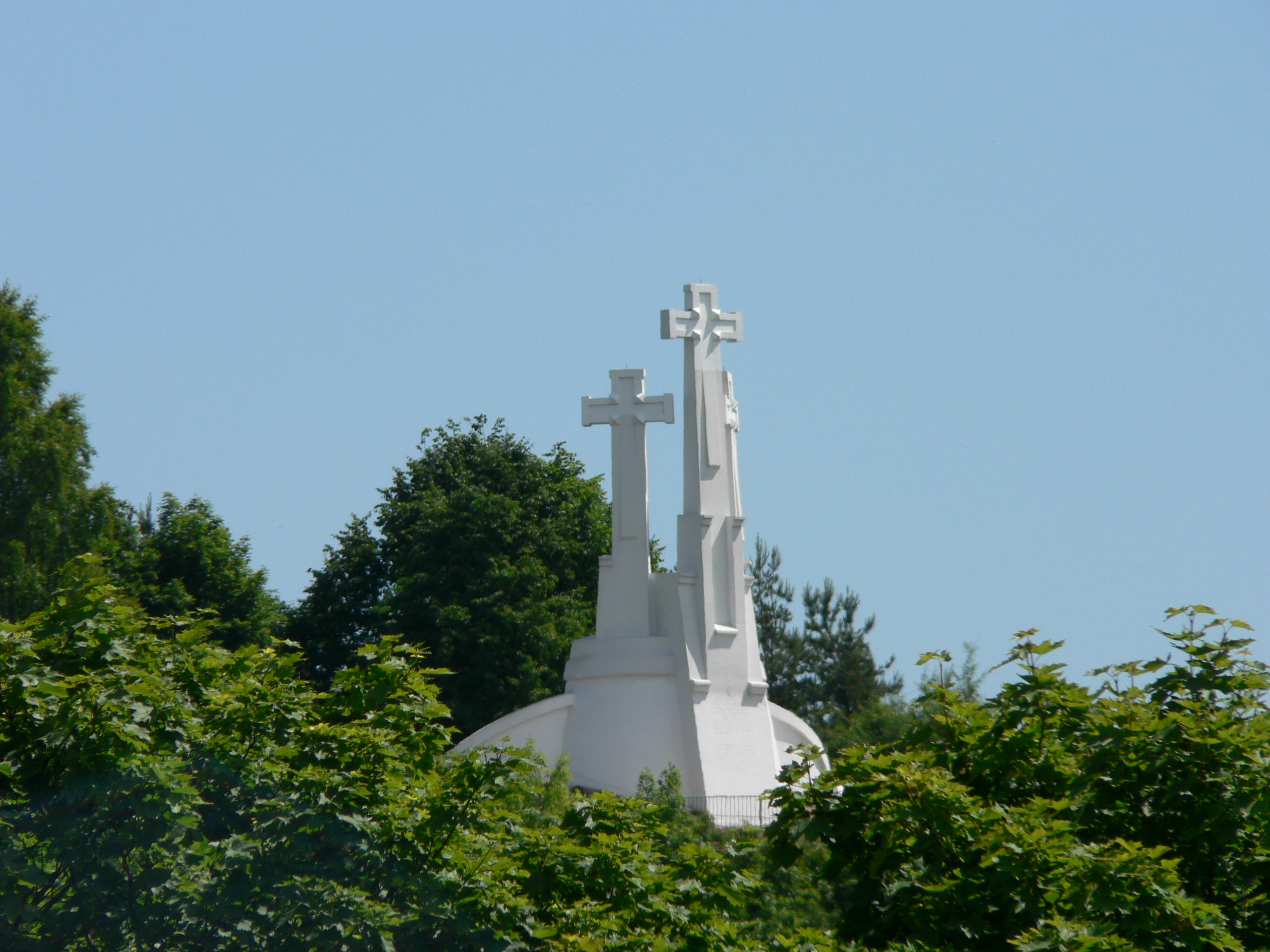
Three Crosses on the Bleak Hill

Les Tres Creus (en lituà: Trys kryžiai) és un monument destacat de Vílnius (Lituània), al turó de les tres creus, originalment conegut com el turó calb (en lituà: Plikasis kalnas), al parc de Kalnai. Segons una llegenda, set frares franciscans van ser decapitats al cim d'aquest turó. Des de principis del segle XVII s'hi van ubicar creus de fusta i es van convertir en un símbol de la ciutat i en una part integral de l'horitzó de la ciutat.
A mesura que es podria la fusta, calia canviar periòdicament les creus. El 1916, l'arquitecte i escultor polonès-lituà Antoni Wiwulski va dissenyar el monument. Va ser enderrocat el 1950 per ordre de les autoritats soviètiques. Un nou monument dissenyat per Henrikas Šilgalis es va erigir al seu lloc el 1989. El monument estava representat en un bitllet de 50 lites.
Es pot observar una panoràmica del centre històric de Vílnius des d'una petita plataforma d'observació a la base de les creus.